# ム・ーハ
株式会社ム・ーハ（MU-HA）は、TBSホールディングスとフジ・メディア・ホールディングスの合弁会社。本社は東京都港区赤坂2丁目。2001年4月6日設立。資本金は7億円。代表取締役は鎗居秀禎。
110度CSデジタル放送などでのコンテンツダウンロード事業を実施する目的で設立されたが、110度CSの普及ペースが当初の予測を下回ったことや技術規格の未整備を理由に当面の見送りを発表した。
110度CSデジタル放送でのCMブックマークサービス・AIDBA（アイドバ。Attension Information Desire Bookmark Action）を運営していたが、AIDBAは開始から1年を待たずしてサービスを終了した。
2003年1月20日にCDTV・めざましテレビの関連情報をインターネットで提供する情報サイト「Mu-Ha Web」を開設したが、2005年4月末をもって閉鎖された。

## 主要株主
- TBSホールディングス
- フジ・メディア・ホールディングス
- 電通
- パナソニック
- ソニー
- 東芝
- ビーインググループ

## 社名の由来
“Music”＆“Multimedia”、“Harmony”＆“Harvest”、TBSとフジのアナログ放送のチャンネル番号の“6”（む）＆“8”（は）の6つの意味。
ハイフンが付いているのは前2者と後2者がリンクしているため。

## 関連
- CDTV
- めざましテレビ
- エンタ!見たもん勝ち
  - メディア見たもん勝ち!ゼルマ